# Олимје
Олимје (словен. Olimje) је насељено место у општини Подчетртек, Савињска регија, Словенија.

## Историја
До територијалне реорганизације у Словенији била је у саставу старе општине Шмарје при Јелшах. Као самостално насеље Олимје постоји од 1995. године. Настао је спајањем насеља Слаке и Сопоте.

## Становништво
У попису становништва из 2011. године, Олимје је имало 245 становника.
| Број становника према пописима | Број становника према пописима |
| ------------------------------ | ------------------------------ |
| 2002                           | 2011                           |
| 250                            | 245                            |

Напомена: Године 1995. настала спајањем насеља Слаке и Сопот, која су укинута.

## Галерија
- поглед на манастирску Маријину цркву
- унутрашњост манастирске цркве
- сеоске куће
- украсна табла на улазу у насеље
- капелица
- сеоски пејзаж
- архитектура, "чоколатерија"
- пут до манастира
- панорама